# Dianthera crassifolia
Dianthera crassifolia es una especie de planta con flores perteneciente a la familia Acanthaceae.

## Distribución y hábitat
El área de distribución nativa de esta especie se extiende en Estados Unidos (especielmente en Florida y Georgia). Crece principalmente en el bioma subtropical.

## Taxonomía
Dianthera crassifolia fue descrita por Alvin Wentworth Chapman y publicada en Flora of the southern United States 304, en 1860.

#### Etimología
Véase: Dianthera
crassifolia: epíteto latino que significa "con hojas gruesas".